# Enemigo natural
Un enemigo natural es cualquier organismo que se alimenta de otros organismos. Pueden considerarse depredadores en sentido amplio, considerando la depredación como el consumo de un organismo (presa) por parte de otro organismo (depredador), estando la presa viva cuando el depredador la ataca por primera vez.
Las poblaciones de enemigos naturales tienen cualidades únicas que les permiten interactuar con la presa o las poblaciones hospedadoras y regular los niveles poblacionales de las mismas manteniéndolos más bajos que cuando no están presentes. Algunos son efectivos con niveles de presa extremadamente bajos. Por eso son organismos idóneos para regular especies plaga.
Un enemigo natural puede ser un depredador, un parásito, un parasitoide o un patógeno de otro animal, especialmente un insecto.
Depredadores y parásitos son enemigos naturales de insectos plaga. Por ejemplo, las arañas son enemigos naturales de los barrenadores (larvas de lepidópteros que atacan hojas y tallos de algunas plantas y árboles, causándoles daños al formar galerías en sus
tejidos).

## Tipos de enemigos naturales[4]
Se pueden distinguir cuatro tipos de enemigos naturales:

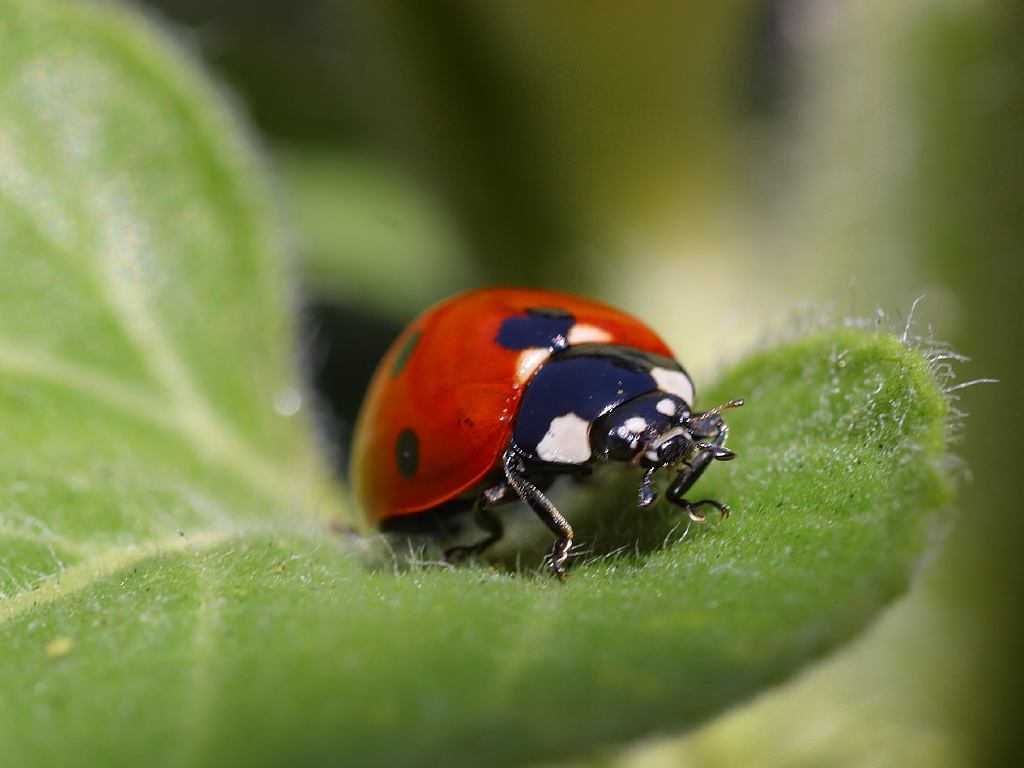
Las mariquitas (Coccinellidae) son un enemigo natural, ya que depredan organismos plaga como los pulgones, controlando así sus poblaciones.

### Depredadores verdaderos
Matan a sus presas de modo más o menos inmediato después de atacarlas, y en el transcurso de su vida matan varios o muchos individuos presa diferentes. Con frecuencia consumen las presas en su totalidad, pero algunos depredadores verdaderos consumen solo una parte de ellas. Son depredadores verdaderos los carnívoros, granívoros…

### Parásitos
Consumen una parte de sus presas (huéspedes) en lugar de todo el cuerpo de las mismas. Sus ataques son nocivos pero rara vez letales a corto plazo. A diferencia de otros depredadores, los ataques de los parásitos están concentrados en uno o muy pocos individuos a lo largo de su vida. Existe, por lo tanto una íntima asociación entre los parásitos y los huéspedes, lo cual no se observa en los depredadores verdaderos. Las tenias, los virus son parásitos.

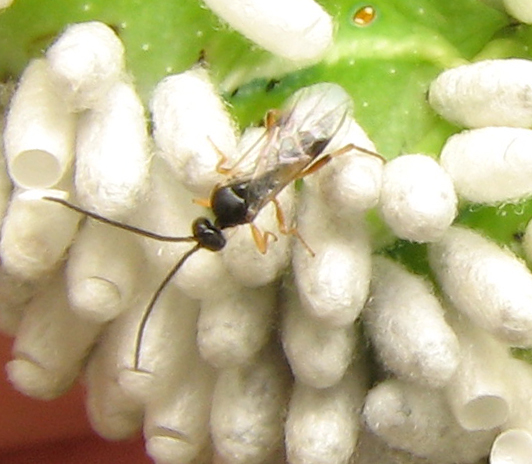
Endoparasitoide, Cotesia congregata saliendo del capullo después de haber parasitado a la oruga de Manduca sexta.

### Parasitoides
Son un grupo de insectos que se clasifican como tales sobre la base del comportamiento de la hembra adulta en la puesta de los huevos, y de la pauta subsiguiente de desarrollo de la larva. Pertenecen principalmente al orden de los himenópteros, pero también comprenden numerosos dípteros. Los adultos son de vida libre, pero ponen los huevos en, sobre o cerca de otros insectos (o, con menor frecuencia, en arañas o cochinillas). Las larvas se desarrollan luego en el interior (o, a veces, en la superficie) del individuo huésped, que a su vez suele hallarse en una fase previa a la madurez. Inicialmente la larva causa un perjuicio poco aparente al huésped, pero con el tiempo lo consume casi por completo y lo mata antes de que llegue a la fase de pupa, o durante esta misma fase. Por ello lo que se origina de la pupa huésped no es el huésped adulto, sino un parasitoide adulto. Los parasitoides están íntimamente asociados a un solo individuo huésped y no provocan la muerte de inmediata del huésped, pero el desenlace letal es inevitable con el tiempo.

### Patógenos
Todo agente que pueda producir enfermedad o daño a un huésped. En el caso de los enemigos naturales, siempre serán patógenos animales.

## Interés económico de los enemigos naturales[5]
Los enemigos naturales tienen interés económico en el campo de la agricultura, ya que se utilizan como agentes de control biológico de plagas. 
Los enemigos naturales artrópodos son empleados para la Lucha Macrobiológica (LB) en control de plagas. Estos son capaces de hacer disminuir los niveles de población de sus presas hasta valores más bajos de los que alcanzarían sin su presencia, ello contribuye al control biológico natural. 
En nuestros cultivos los enemigos naturales pueden proporcionarnos una ayuda inestimable para mantener por debajo de niveles económicos, las poblaciones de algunos insectos perjudiciales. La LB se puede aplicar para el control de artrópodos plagas, hongos y malas hierbas de los cultivos.
Hay dos tipos de enemigos naturales artrópodos: depredadores y parasitoides. Los depredadores son especies cazadoras que necesitan consumir varios individuos de sus presas. Los parasitoides consumen una sola presa para su desarrollo que es otro artrópodo de talla semejante, este consumo se realiza solo durante la fase juvenil  (larvas si son insectos) porque los adultos son de vida libre y el huésped muere finalmente.
Las características deseables de los enemigos naturales para su uso en LB son las siguientes:
Elevada capacidad búsqueda, alta capacidad reproductora, alta especificidad, buena adaptación ambiental, alta capacidad de dispersión, estar libre de enemigos y tener una fácil cría masiva que nos permita disponer de grandes cantidades de ellos en los momentos precisos.

### Ventajas del uso de enemigos naturales
Persistencia (si logramos establecer el enemigo), no es contaminante, rapidez, no estimula el desarrollo de resistencia.

### Desventajas del uso de enemigos naturales
El efecto a largo plazo, no siempre tiene éxito, no siempre es aplicable y la densidad de plaga para que el enemigo actúe, no debe ser ni muy baja ni muy alta.